# Rumaliza
 (juillet 2022).
Si vous disposez d'ouvrages ou d'articles de référence ou si vous connaissez des sites web de qualité traitant du thème abordé ici, merci de compléter l'article en donnant les références utiles à sa vérifiabilité et en les liant à la section « Notes et références ».

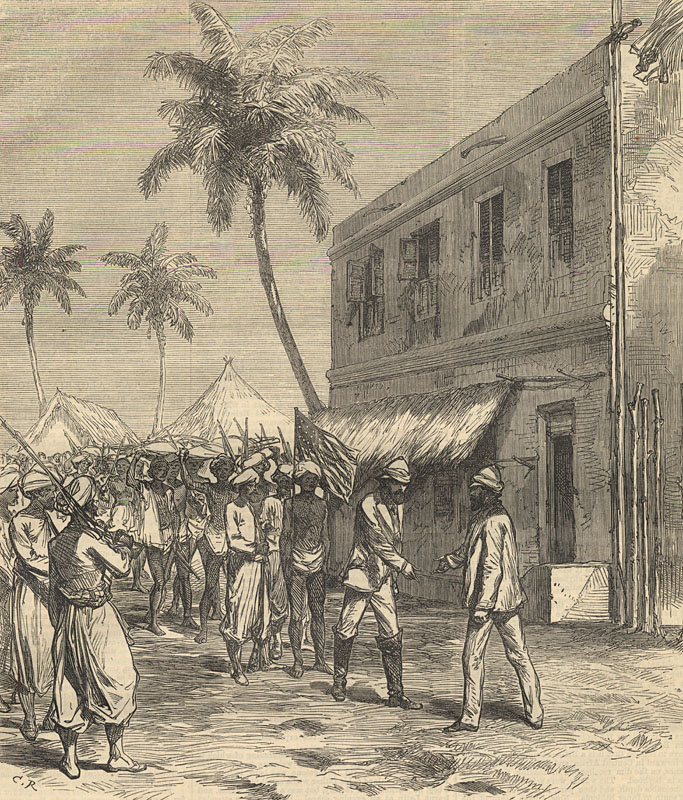
A Udjiji, la rencontre entre Stanley et Livingstone en novembre 1871

Mohammed bin Hassan Rumaliza, Mohammed Ben Khalfan ou plus souvent Rumaliza (en swahili « L'exterminateur »), né vers 1850, était un important marchand établi à Udjiji, ville située sur la rive orientale du lac Tanganyika dans l'actuelle Tanzanie. Bien que considéré comme un Arabo-Swahili, il était lui-même ethniquement « blanc » (arabe).

## Biographie
Vassal de Tippo Tip, il se fit connaître dans les années 1880 et 1890 par ses actions violentes visant à la conquête et l'exploitation dans l'Afrique centrale des territoires qu'il contrôlait, et en particulier le commerce de l'ivoire et des esclaves.
En 1884, il menace le Burundi alors dirigé par Mwezi Gisabo, mais est défait à Uzige aux environs de Bujumbura en 1886.
Il rencontre Hermann von Wissmann en 1887 et le décourage de s'aventurer au nord du lac Tanganyika. Il s'oppose alors pendant deux ans aux Allemands.
Tippo-Tip, nommé « Vali » des Falls par Léopold II, lui délégua ses pouvoirs pour les régions riveraines du Tanganyika. Mais Rumaliza, ne se sentant pas reconnu, entreprit de razzier et de ravager les régions qu'il revendiquait. Parmi d'autres faits mémorables, il commandita, en juin 1891, le massacre systématique de tous les Babembe qui, pour une grande part, lui avaient toujours résisté. Les Pères blancs n'hésitent pas à lui imputer, à lui et ses Rougas-rougas (mercenaires), la mort de plusieurs millions d'hommes, dans le Manyema et les Marungu.
À partir de 1891, il est aux prises avec les expéditions de la Société antiesclavagiste belge menées par Alphonse Jacques de Dixmude, venue aider le capitaine Joubert et les Pères blancs. Il assiège Albertville, où Jacques s'est retranché, pendant 9 mois à partir d'avril 1892.
Entreprenant, à partir de l'été 1893, la conquête du Maniema, tenant Kabambare et envisageant de reprendre Nyangwe et Kasongo que Sefu dut abandonner aux troupes de la Force publique de Francis Dhanis quelques mois plus tôt, il est finalement défait en janvier 1894 par ce dernier à la suite de la destruction de son camp de Bena Kalunga. Il se rendra plus tard aux Britanniques au Nyassaland. Le capitaine Joubert se dit convaincu, dans ses lettres, que Rumaliza était secrètement à la solde des Anglais.